# Desmond Jennings
Desmond Delane Jennings, ameriški bejzbolist, * 30. oktober 1986, Birmingham, Alabama, ZDA.
Jennings je poklicni igralec zunanjega polja in trenutno član ekipe Tampa Bay Rays. 

## Ljubiteljska kariera
Jennings je na srednjo šolo hodil v mestu Pinson, Alabama. Po uspešno opravljeni srednji šoli ga je v 18. krogu nabora lige MLB leta 2005 izbrala ekipa Cleveland Indians, a z ekipo ni sklenil pogodbe. Odločil se je, da bo na univerzi Itawamba Community College igral bejzbol in ameriški nogomet. V osmih tekmah ameriškega nogometa je v vlogi širokega sprejemalca zbral 54 sprejemov, 848 jardov in 6 zadetkov. Izvrstno je igral tudi bejzbol: odbijal je s povprečjem 0,378, in ukradel 29 baz. 

## Poklicna kariera
Ekipa Tampa Bay Devil Rays ga je izbrala v 10. krogu nabora lige MLB leta 2006, 10. junija tega leta pa je z njo tudi sklenil večletno pogodbo. 
Revija Baseball America je pred sezono 2009 Jenningsa ocenila kot 5. najbolj obetavnega igralca v svojem klubu  in sredi sezone kot 18. najbolj obetavnega v ligi MLB.
V leto 2010 je Jennings vstopil kot eden izmed dvajset najobetavnejših igralcev v ligi MLB in si prislužil mesto na Tekmi mladih upov tega leta. Njegovo odbijalsko povprečje med obdobjem na stopnji Triple-A je bilo 0,278, v 21 odbijalskih nastopih v ligi MLB pa 0,190.
V ligi MLB je ponovno zaigral 23. julija 2011. Takrat je imel odbijalsko povprečje 0,275, prav tako pa je bil najboljši član ekipe v lastnih tekih. Svoje mesto v Tampa Bayu mu je moral prepustiti Reid Brignac.
Pet dni kasneje je Jennings dosegel svoj prvi domači tek v ligi MLB, 7. septembra pa met Marka Lowea odbil za domači tek in svoj prvi karierni zmagoviti udarec v polje. Njegova ekipa je s skupnim izidom 5:4 premagala ekipo Texas Rangers in tako zabeležila 1000. zmago v svoji zgodovini.

## Igralski profil
Jennings v višino meri 1,88 m in tehta 90 kilogramov. Znan je predvsem po hitrosti, ki mu pomaga tako pri obrambnih nalogah, kot pri kraji baz. Pri odbijanju se doslej v ligi MLB še ni pretirano izkazal, poznavalci pa so mnenja, da se lahko na tem področju precej izboljša. 